# (7677) Sawa
(7677) Sawa est un astéroïde de la ceinture principale.

## Description
(7677) Sawa est un astéroïde de la ceinture principale. Il fut découvert le 27 décembre 1995 à Oizumi par Takao Kobayashi. Il présente une orbite caractérisée par un demi-grand axe de 2,43 UA, une excentricité de 0,10 et une inclinaison de 2,4° par rapport à l'écliptique.

## Compléments